# Coleco-Telstar-Serie
Die Coleco-Telstar-Serie ist eine von Coleco entwickelte, veröffentlichte und vermarktete Serie von stationären Spielkonsolen. Mit den ersten Anfängen im Jahr 1976 machte Coleco einen großen Umsatz; mehr als eine Million verkaufte Einheiten sind bekannt. Durch Verbesserungen in der Hardware wurden weitere Versionen der Konsole hergestellt.

## Merkmale
Die Oberfläche der Konsolen ist durch Regler bedienbar:
- Spiel: Verstellbar, um das Spiel einzustellen (ab der Telstar Arcade wurden Module verwendet),
- Schwierigkeitsgrad: stellt den Schwierigkeitsgrad ein und
- Reset: setzt das Spiel zurück.

Bis zu dem Modell Telstar Arcade waren die Spiele festverdrahtet im Gehäuse. Dabei dienen Regelungsschalter zur Spielauswahl. Ein weiteres typisches Erscheinungsbild sind die Schwierigkeitsgrade, die bei verschiedenen Spielen einzustellen sind. Die Spielkonsole verwendet drei verschiedene Stufen.

## Konsolen

### Telstar (1976)
Die erste und namensgebende Konsole der Coleco-Telstar-Serie war die im Jahr 1976 auf dem Markt erschienene Spielkonsole Coleco Telstar. Die Konsole nutzte den von General Instrument entworfenen AY-3-8500-Chip. Es wurden von der Coleco Telstar zwei Varianten verkauft: „Telstar Deluxe“ in Kanada und „Telstar Video World of Sports“. Beide Versionen waren im Aufbau und Inhalt dieselben und unterscheiden sich nur beim Namen. Es wurden von dem System etwa eine Million Einheiten verkauft.

### Telstar Ranger (1976)
Die Telstar Ranger erschien 1976 ist eine weitere Konsole der Telstar-Spielkonsolen. Mit dieser Spielkonsole war es möglich, sechs Spiele zu spielen. Dabei dienten zwei Controller und eine Pistole als Steuerelemente.

### Telstar Alpha (1977)

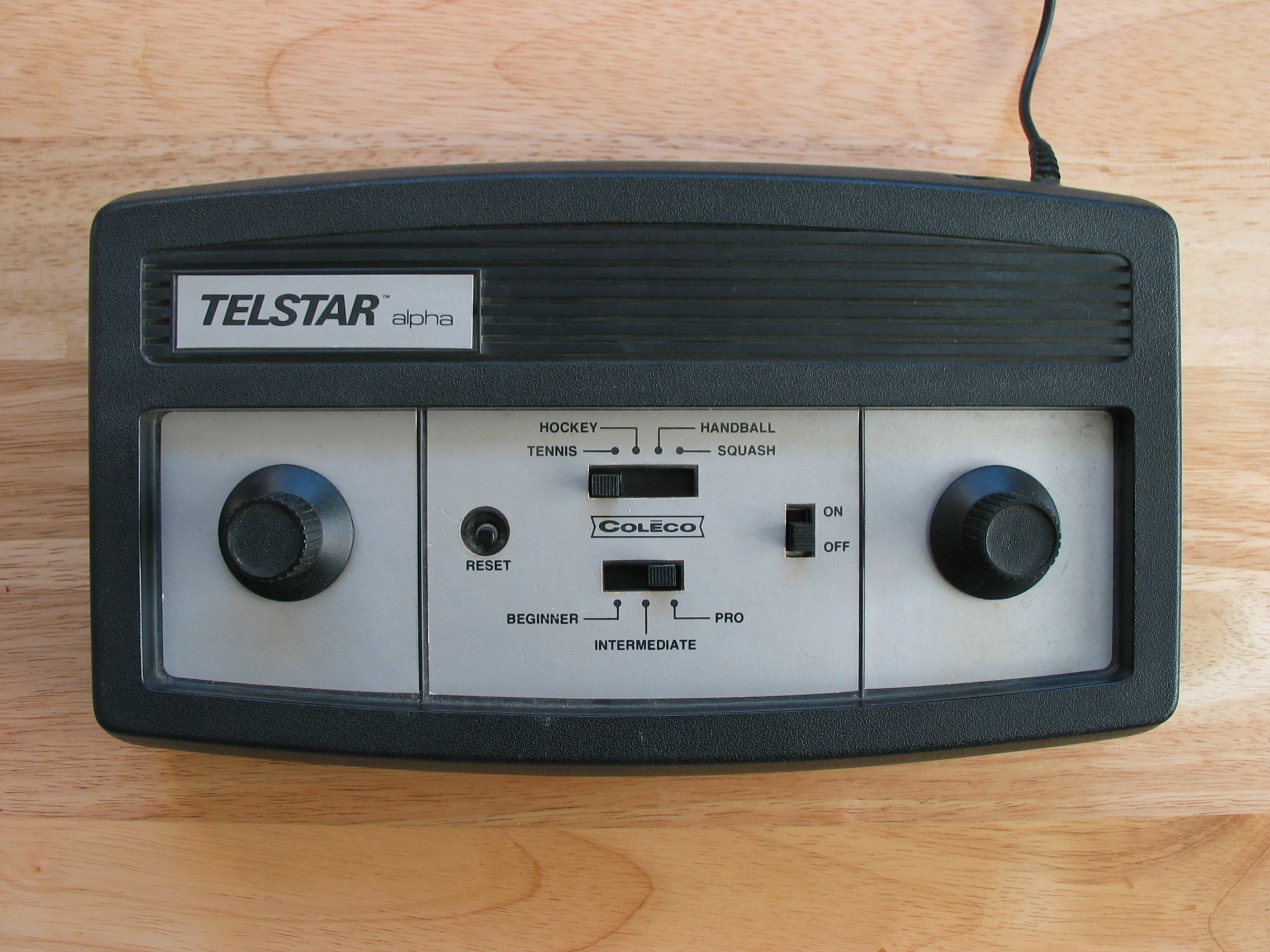
Telstar Alpha

Die Telstar Alpha ist der Nachfolger von den Modellen Telstar und Telstar Ranger und erschien 1977. Im Vergleich zum Vorgängermodell ist diese Spielkonsole mit 4 Spielen und keinen Zusatz-Controllern wie zum Beispiel einer Pistole ausgestattet. Die Verkaufszahlen waren sehr hoch, da die Konsole sehr billig war und leichter als das vorherige Modell ist. In Europa ist sie auch als „Telstar Alpha Europa“ bekannt.

### Telstar Colortron (1978)

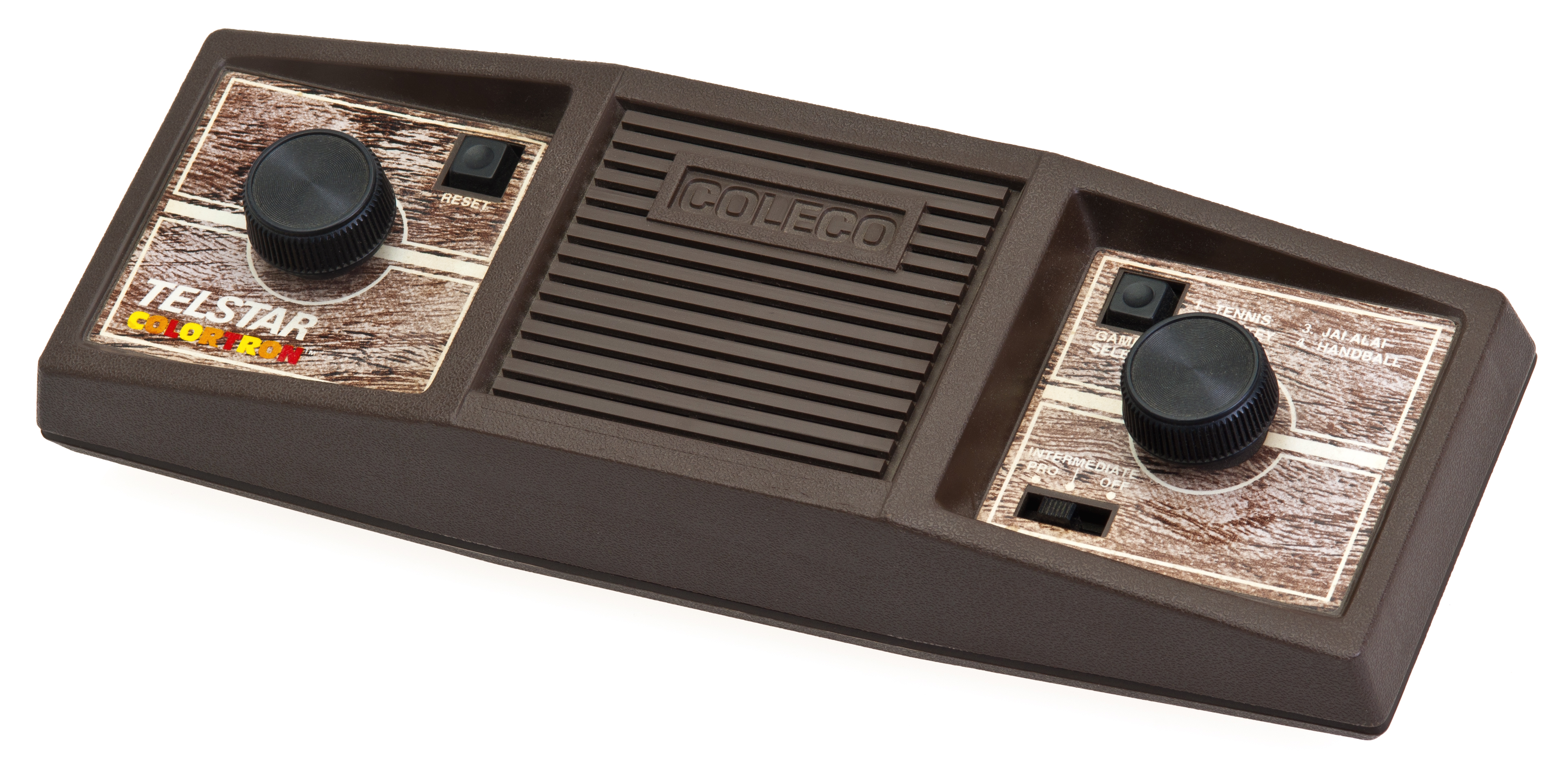
Telstar Colortron

Der größte Fortschritt der 1978 erschienenen Konsole Telstar Colortron im Vergleich zu früheren Systemen der Telstar-Serie war das farbige Bild. Zu betreiben ist das System mit zwei 9-Volt-Blöcken: einer für das Videospiel, der andere für den Sound. Die Audioausgabe wurde verfeinert und der Ton diskreter ausgegeben. Die Konsole bietet allerdings nicht so viele Spiele wie das Telstar Arcade.
Das Design wurde verändert, indem die Konsole mit einem Holzlack versehen ist. Die Schalter wurden durch robustere Knöpfe ersetzt.

### Telstar Combat (1977)
Die 1977 erschienene Telstar Combat ist eine Spielkonsole, die sich auf das Kriegführen und Schießen spezialisiert und wurde 1977 veröffentlicht. Sie verfügt nur über ein Spiel und besitzt 4 Controller.

### Telstar Arcade (1977)
Die Coleco Telstar Arcade ist die fortgeschrittenste Spielkonsole der Telstar-Serie von Coleco und erschien 1977. Sie verwendet drei Seiten: eine „Rennspiel-Seite“ mit Lenkrad und Schaltung, eine „Schieß-Seite“ mit Pistole und eine Seite mit integrierten Drehreglern, wie sie bei allen anderen Konsolen der Telstar-Systeme zu sehen ist.

### Telstar Regent (1977)
Die Telstar Regent ist eine Konsole, die 1977 auf den Markt kam. Als Controller kamen zwei Paddles zum Einsatz.

## Quelle
- Pong-Story: Coleco